# Přírodní park Střed Čech
Přírodní park Střed Čech se nachází podél řek Vltava a Sázava, v oblasti Závisti u Zbraslavi zasahuje až k území Prahy. Byl vyhlášen Okresním národním výborem Praha Západ dne 3. října 1990, s účinností od 1. prosince 1990, jako oblast klidu Střed Čech, od účinnosti zákona č. 114/1992 Sb., má oblast status Přírodního parku.

## Maloplošně chráněná území
Na území přírodního parku se nachází maloplošná zvláště chráněná území:
- národní přírodní památka Medník
- přírodní rezervace Kobylí draha
- přírodní památka Teletínský lom
- přírodní památka Třeštibok
- přírodní rezervace Zvolská homole

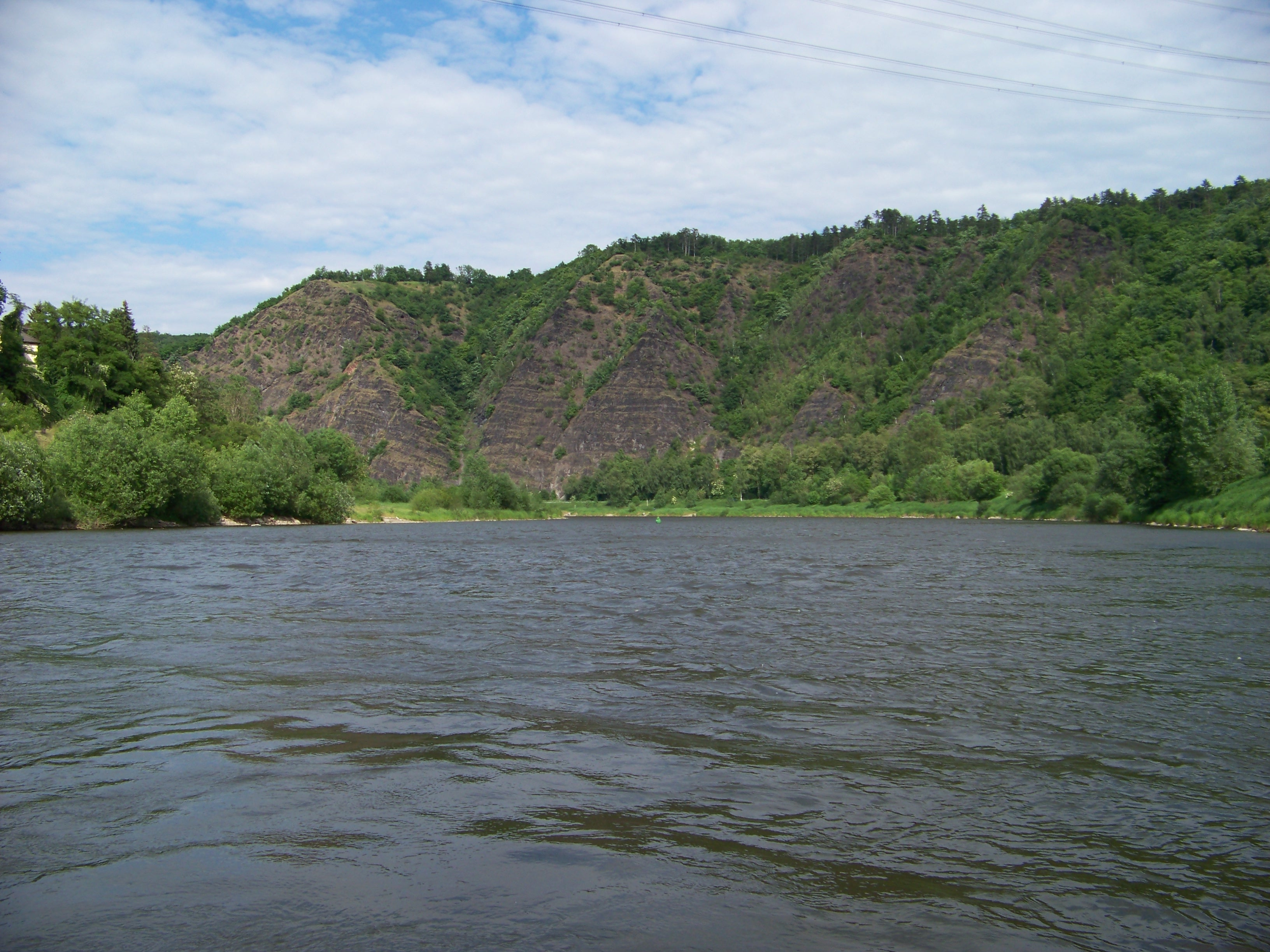
PR Zvolská homole
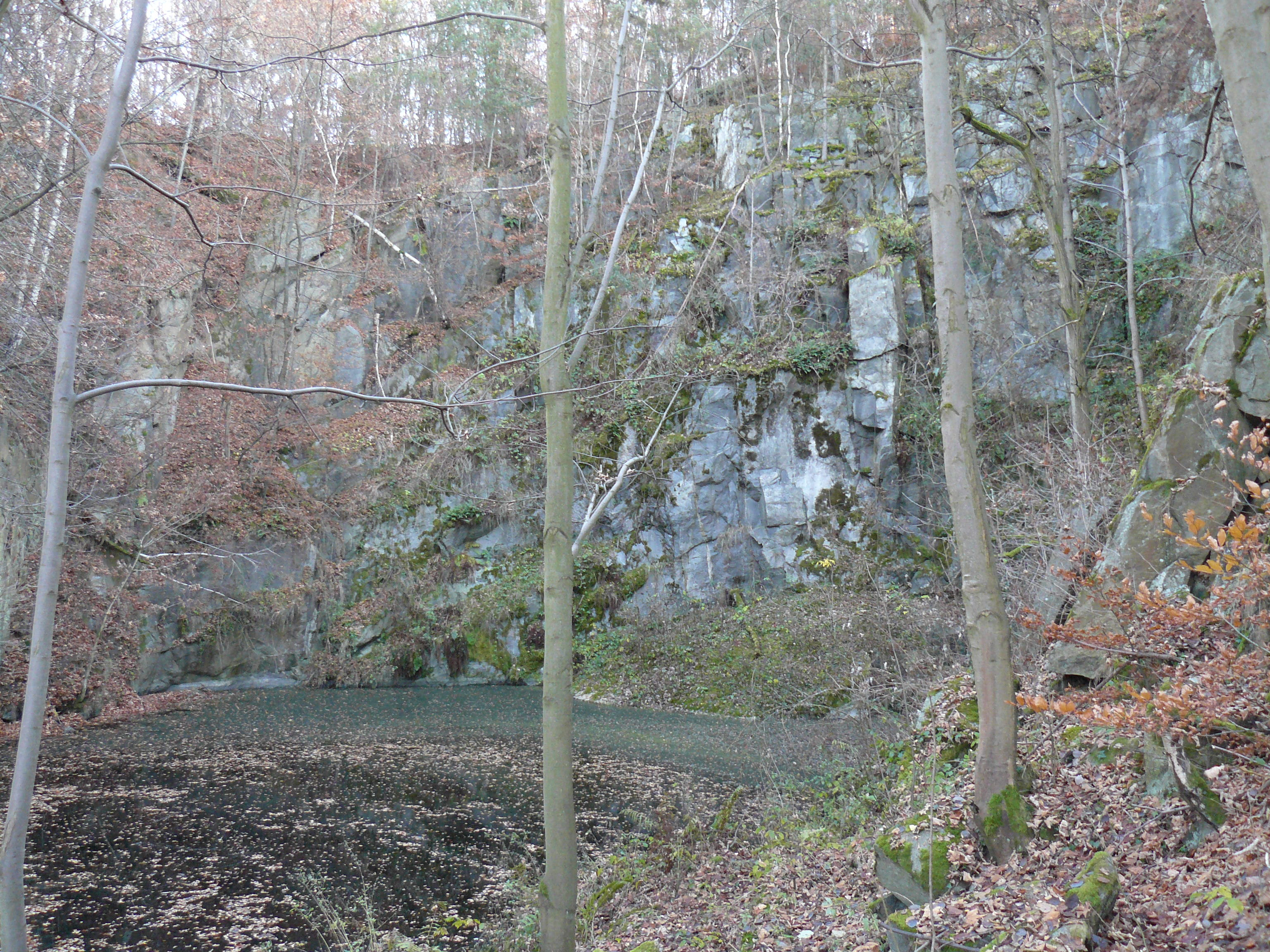
PP Teletínský lom
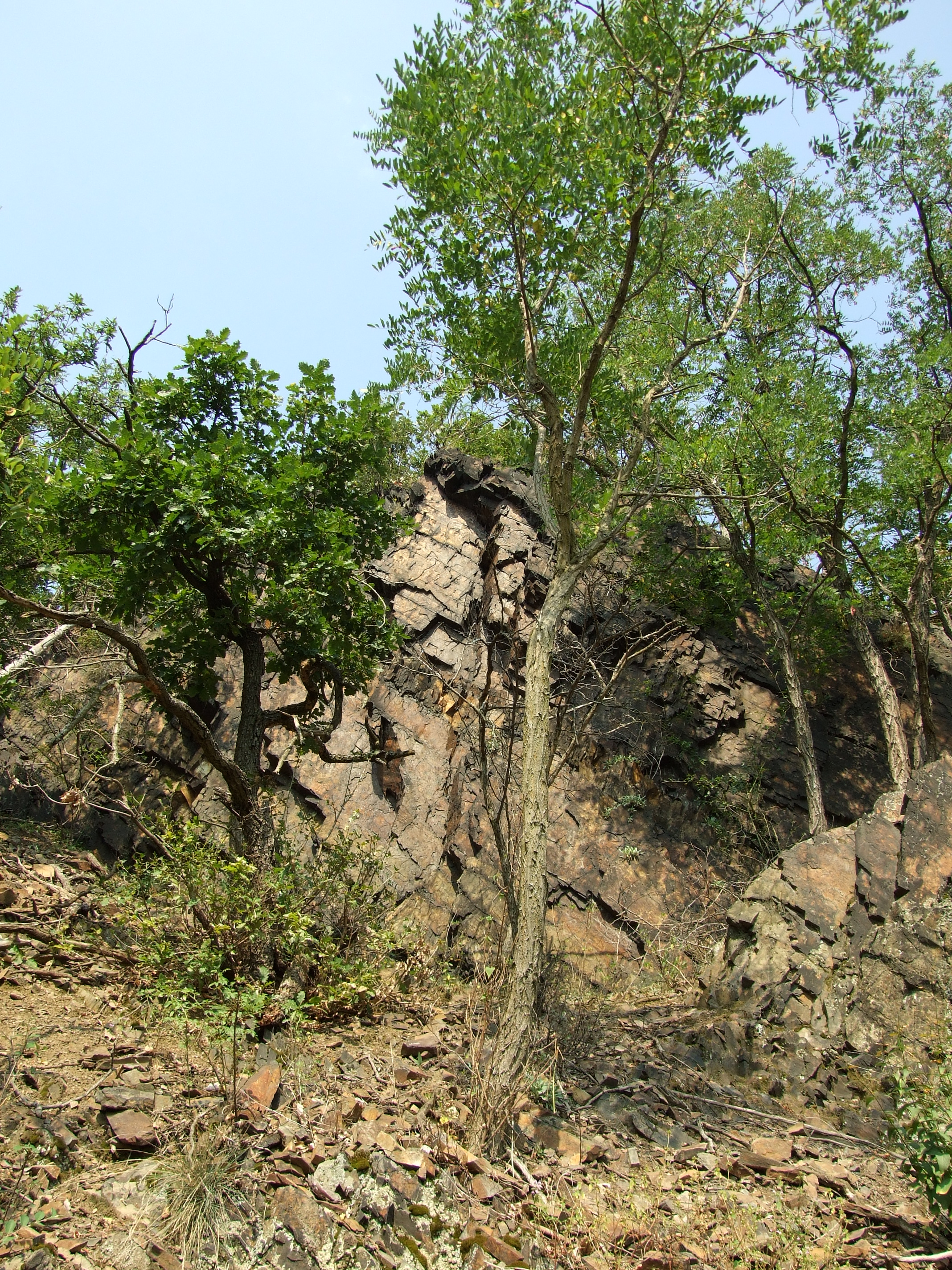
Jarovské údolí
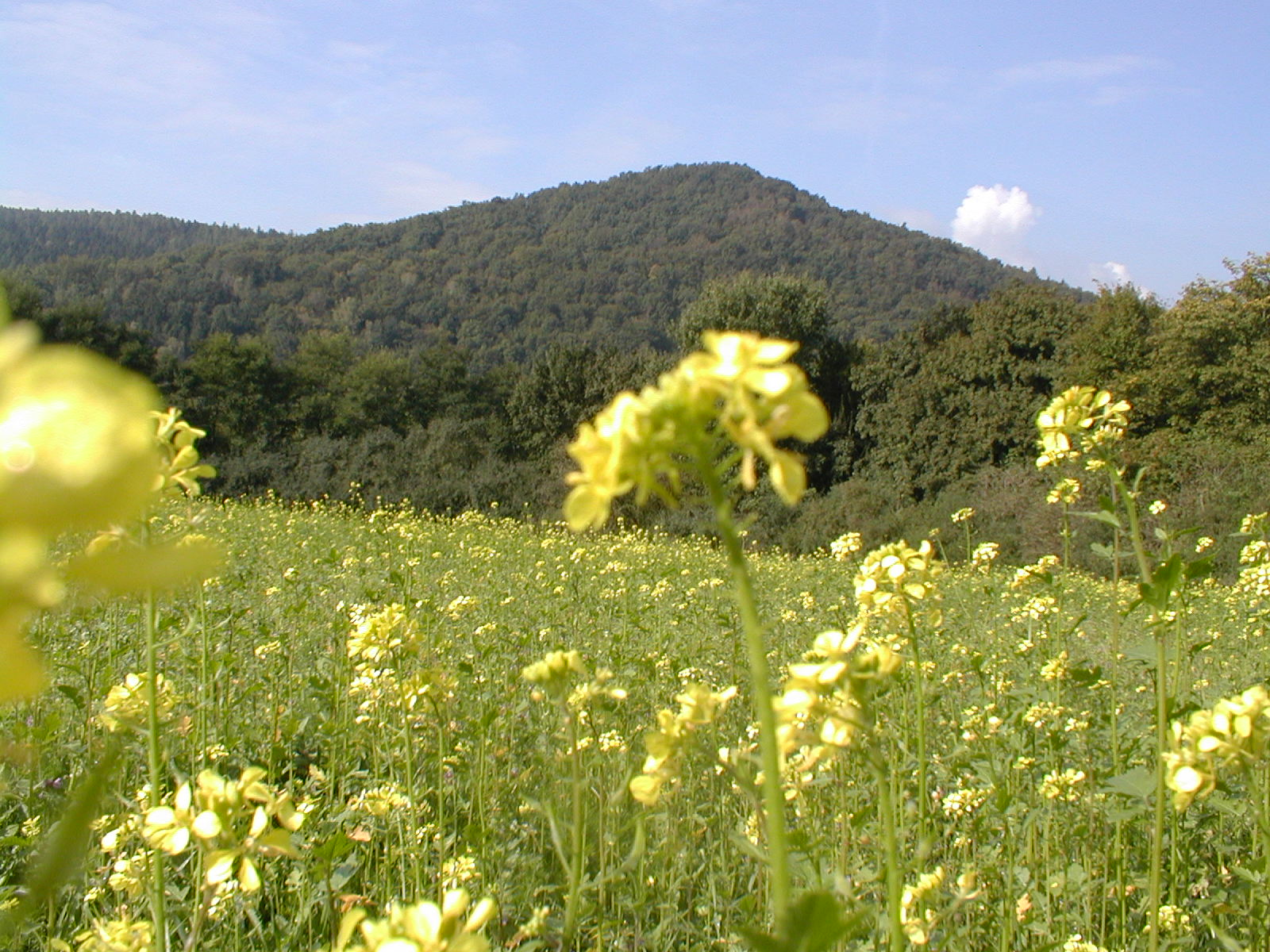
Kopec Medník
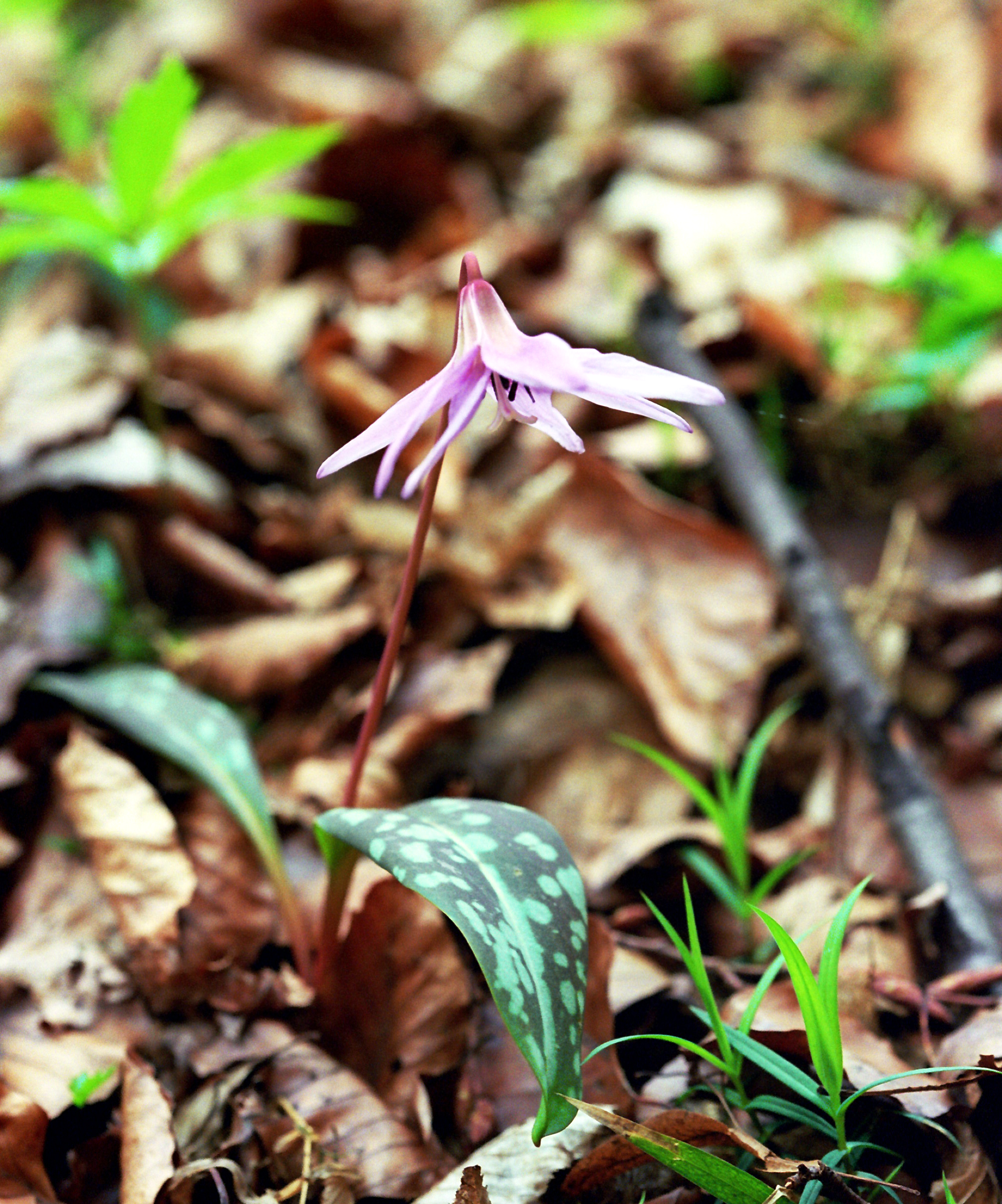
Kandík psí zub na lokalitě Medník